# Angiopteris indica
Angiopteris indica är en kärlväxtart som beskrevs av Nicaise Auguste Desvaux. Angiopteris indica ingår i släktet Angiopteris och familjen Marattiaceae. Inga underarter finns listade i Catalogue of Life.